# Matías Rey
Matías Rey (San Fernando, 1 december 1984) is een Argentijns hockeyer. 
Tijdens de Olympische Spelen 2016 won Rey met de Argentijnse ploeg verrassend de gouden medaille.
Rey won tweemaal de titel op de Pan-Amerikaanse Spelen.

## Erelijst
- 2007 -  Pan-Amerikaanse Spelen in Rio de Janeiro
- 2014 –  Wereldkampioenschap in Den Haag
- 2015 -  Pan-Amerikaanse Spelen in Toronto
- 2016 –  Olympische Spelen in Rio de Janeiro
- 2018 – 7e Wereldkampioenschap in Bhubaneswar
- 2019 -  Pan-Amerikaanse Spelen in Lima